# Culture du Mozambique

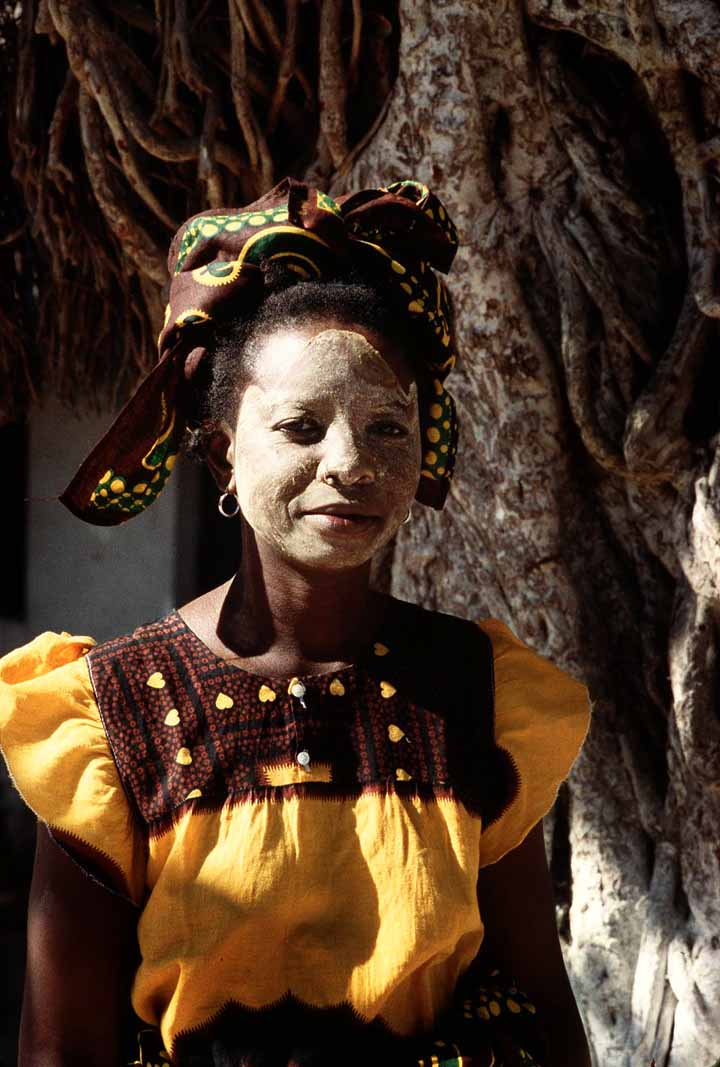
Masque facial (musiro) makua

La culture mozambicaine, pays d'Afrique australe, désigne d'abord les pratiques culturelles observables de ses 27 000 000 d'habitants (estimation 2018, contre 5 500 000 d'habitants en 1950).
Le Mozambique est un pays créé par les Portugais par regroupement de plusieurs peuples de langues bantoues, mais aussi quelques-uns de langues nilotiques. La plupart des habitants ne maîtrisent pas le portugais et ne parlent que leur langue ou celle des ethnies voisines. Les Portugais n'ont pas occidentalisé ces peuples. Cependant l'élite politique et économique est profondément imprégnée de la culture portugaise au détriment de sa culture d'origine.
Les Mozambicains cultivent et consomment manioc, igname, maïs et différentes sortes de millets.

## Langues et peuples
On recense 43 langues parlées au Mozambique, dont makua (24,8 %), chisena (11,2 %), tsonga, lomwe, shona, tswa, ronga, portugais (3 %), nyungwe, chopi.
Le portugais est langue officielle, maîtrisée par plus de la moitié de la population.
Il existe environ 100 groupes ethniques au Mozambique.
Les plus importants quantitativement sont les Makondés, les Tsongas, les Yao et les Shonas.
La plupart des Mozambicains sont, au XXIe siècle, d'origine africaine à 99,68 % de la population totale du Mozambique, avec 0,06 % d'origine européenne, 0,02 % d'Euro-Africains et 0,08 % d'origine indienne.

## Traditions

### Religion
La religion au Mozambique est majoritairement chrétienne, depuis l'arrivée des Portugais, selon la pratique du padroado.
Les religions traditionnelles africaines (animisme,esprit tutélaire, mythologies africaines) demeurent présentes.
- Christianisme (49-56 %), Christianisme en Afrique
  - Catholicisme (24-28 %), Église zioniste (16-17 %), Évangélisme (9-11 %), Anglicanisme (1-2 %), Méthodisme…
- Religions minoritaires
  - Islam au Mozambique (17-18 %), Islam radical en Afrique noire, Islam en Afrique
  - Foi Baha'ie au Mozambique (en)
  - Hindouisme au Mozambique (en)
- Irréligion au Mozambique (en) (18-23 %)

### Symboles
- Armoiries du Mozambique
- Drapeau du Mozambique
- Hymne national :Pátria Amada (qui a remplacé en 2002 Viva, Viva a FRELIMO)
- Animal national : Éléphant
- 3 février, commémoration des héros nationaux

### Pratiques
Les pratiques sociales, rituels et événements festifs relèvent (pour partie) du patrimoine culturel immatériel de l'humanité.

### Fêtes
- Jours fériés au Mozambique (en)

| Date         | Nom français                                   | Nom local                     |
| ------------ | ---------------------------------------------- | ----------------------------- |
| 1er janvier  | Fête de la fraternité universelle              | Dia da Fraternidade Universal |
| 3 février    | Jour des héros mozambicains                    | Dia dos Heróis Moçambicanos   |
| 7 avril      | Jour de la femme mozambicaine                  | Dia da Mulher Moçambicana     |
| 25 juin      | Fête de l’indépendance nationale               | Dia da Independência Nacional |
| 7 septembre  | Jour de la victoire                            | Dia da Vitoria                |
| 25 septembre | Jour des forces armées de libération nationale | Dia das FPLM                  |
| 4 octobre    | Jour de la paix et de la réconciliation        | Dia da Paz e da Reconciliacao |
| 25 décembre  | Jour de la famille                             | Dia da Familia                |

## Vie sociale

### Famille

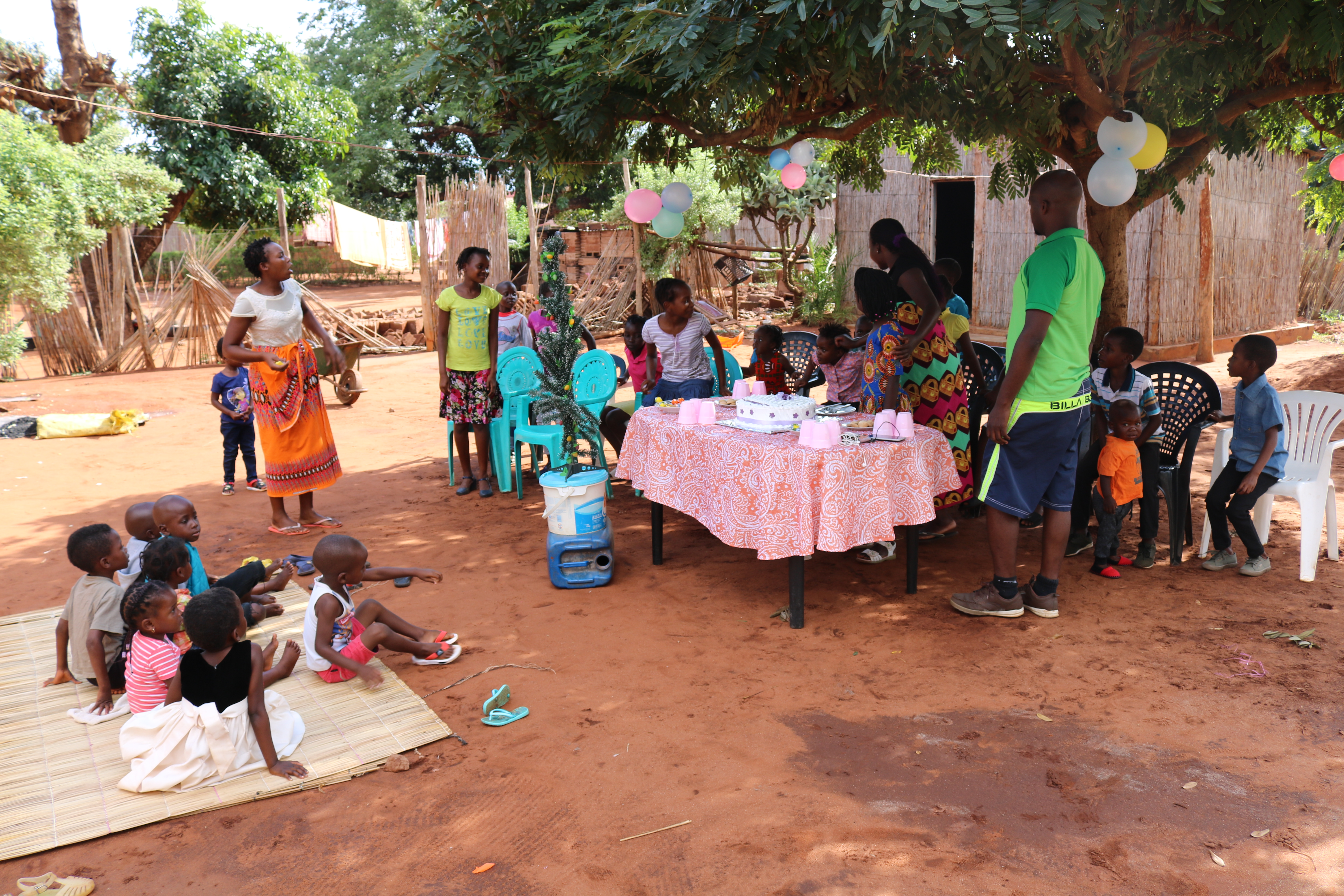
Fête d'anniversaire à Chibuto.

- Mutilations génitales féminines
- Polygamie au Mozambique (en)

#### Noms
- Nom de famille, Nom personnel

### Société

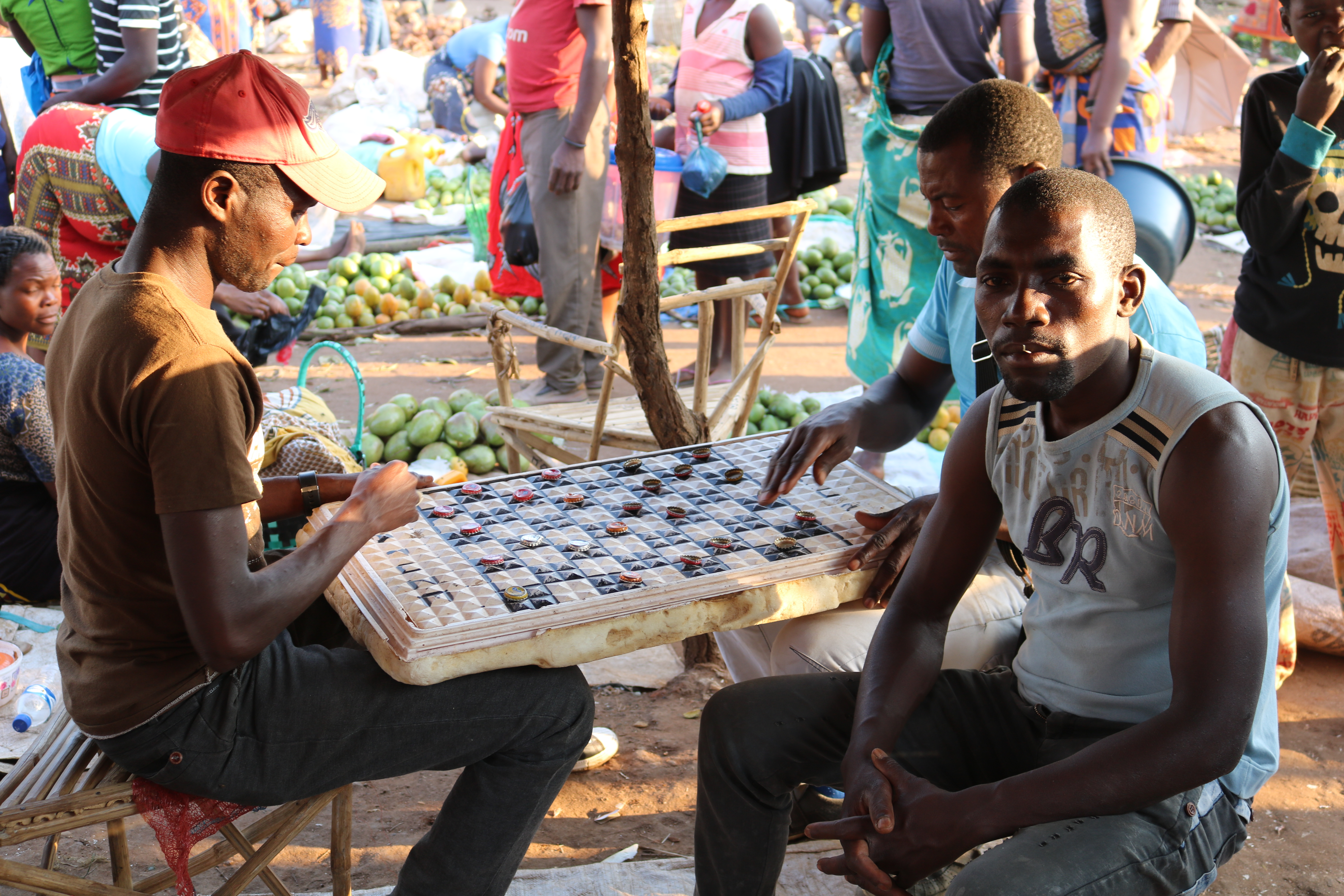
Jeu de société à Chimoio.

- Palabre, Arbre à palabres
- Liste de Mozambicains (en)
- Prostitution au Mozambique (en)
- Droits LGBT au Mozambique

### Éducation
- Éducation au Mozambique (en)
- Liste d'établissements universitaires au Mozambique (en)

### Divers
- Criminalité au Mozambique
- Trafics humains au Mozambique (en)
- Rapport Mozambique 2016-2017 d'Amnesty International

### État
- Histoire du Mozambique
- List of wars involving Mozambique (en)
- Politique au Mozambique

## Arts de la table
- Cuisine du Mozambique, Nshima, Matapa...
- Cuisine africaine
- Cuisine portugaise

## Santé
- Santé au Mozambique
- Système de santé au Mozambique (en), malaria, SIDA, malnutrition, mortalité néonatale…

### Activités physiques
- Tunduru Gardens (en)

### Jeux populaires
- Divertissements au Mozambique
- Jeux au Mozambique

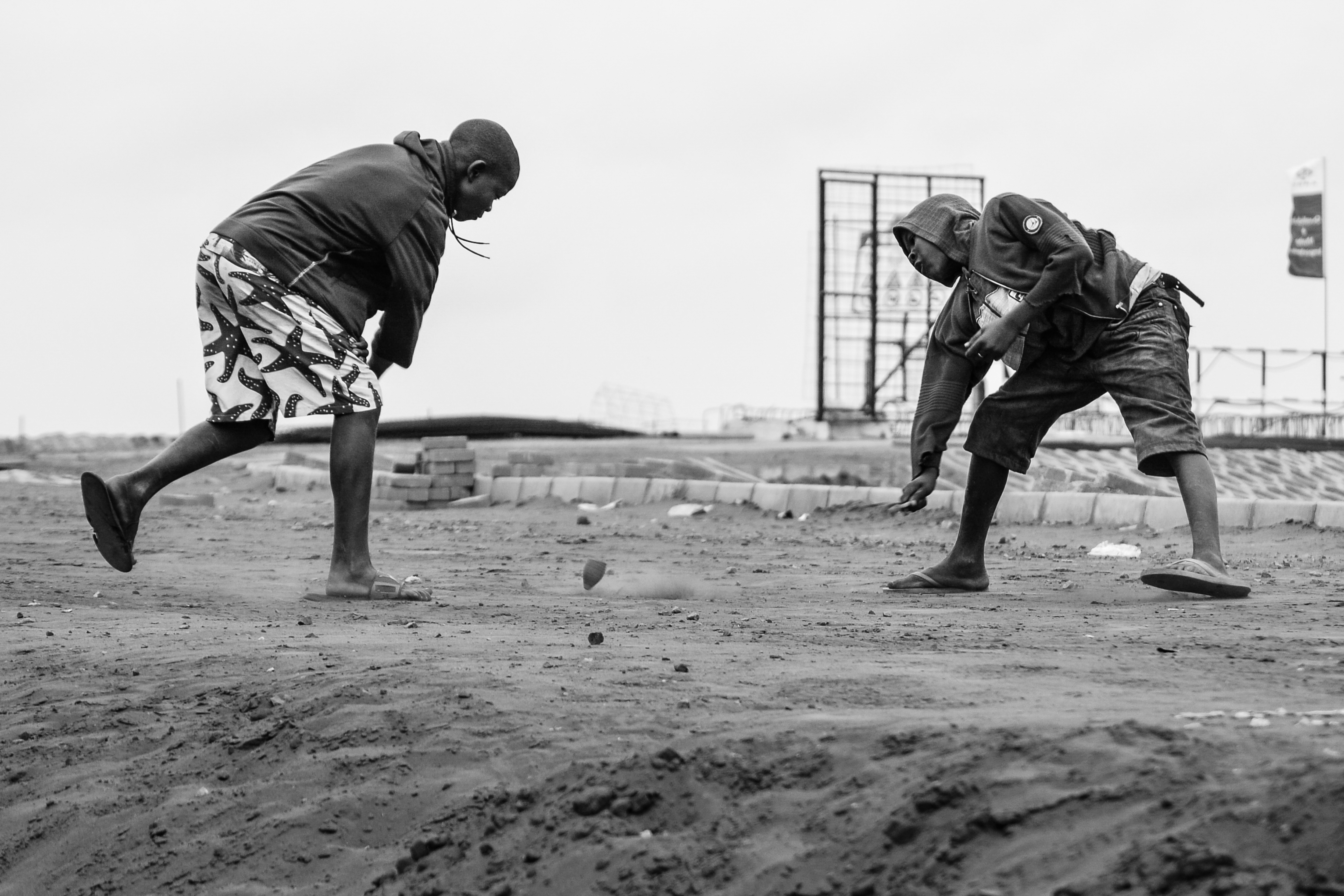
Enfants jouant au xindire, une sorte de toupie.

- Football, Basket-ball, Volley-ball
- Plongée, pêche,
- Athlétisme
- Cyclisme

Le bawo, une sorte d'awalé.
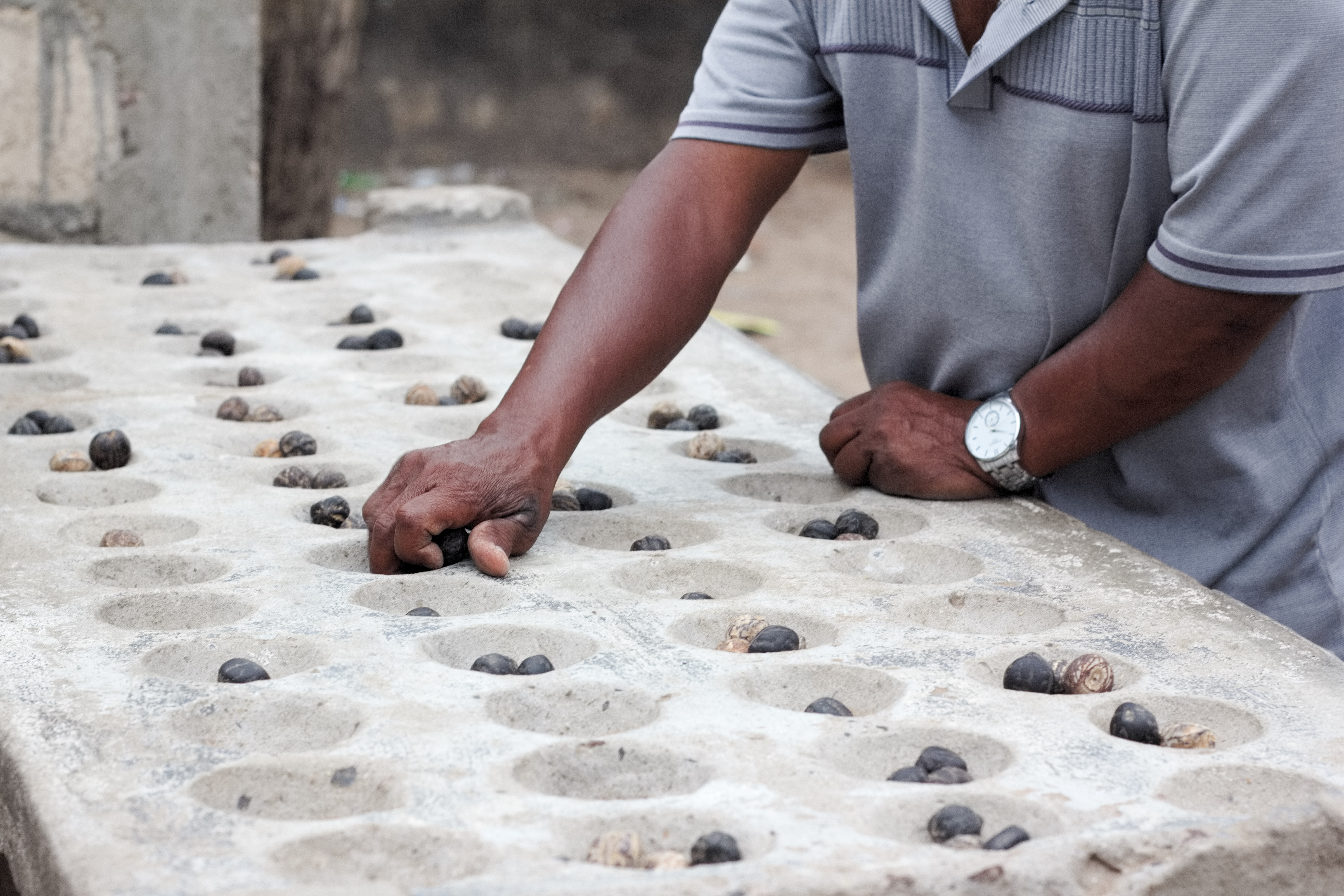
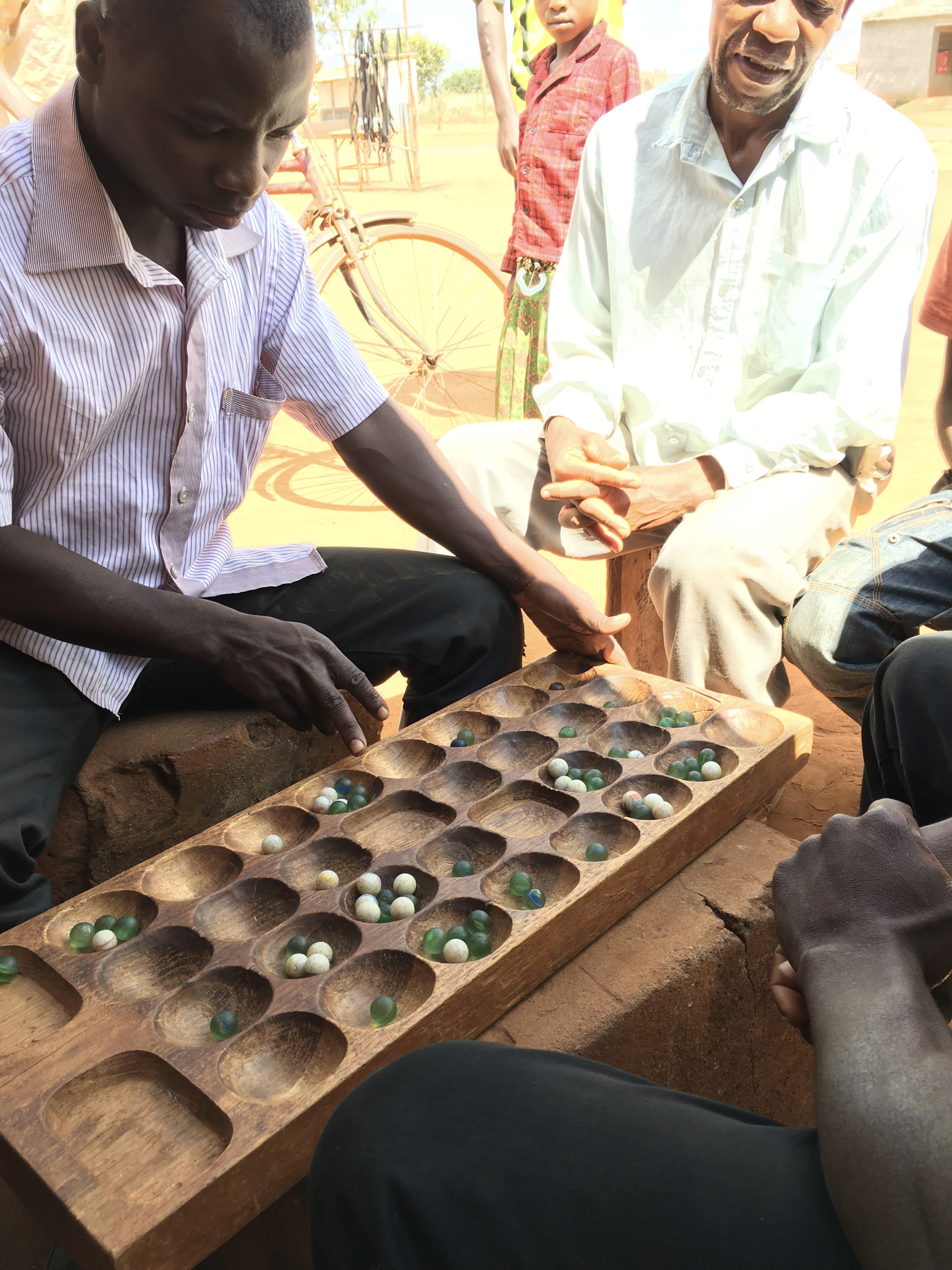

### Sports
- Diverses rubriques sportives concernant le Mozambique
- Sportifs mozambicains, Sportives mozambicaines
- Mozambique aux Jeux olympiques
- Mozambique aux Jeux du Commonwealth
- Mozambique aux Jeux paralympiques
- Jeux de la Lusophonie
- Jeux africains ou Jeux panafricains, depuis 1965, tous les 4 ans (…2011-2015-2019…)

#### Arts martiaux
- Liste des luttes traditionnelles africaines par pays

## Artisanats
- Arts appliqués, Arts décoratifs, Arts mineurs, Artisanat d'art, Artisan(s), Trésor humain vivant, Maître d'art

Les savoir-faire liés à l’artisanat traditionnel relèvent (pour partie) du patrimoine culturel immatériel de l'humanité.

### Arts graphiques
- Calligraphie, Enluminure, Gravure, Origami
- Liste de sites d'art rupestre en Afrique, Art rupestre

### Textiles
- Art textile, Arts textiles, Fibre, Fibre textile, Design textile
- Mode, Costume, Vêtement, Confection de vêtement, Stylisme
- Technique de transformation textile, Tissage, Broderie, Couture, Tricot, Dentelle, Tapisserie,

### Cuir
- Maroquinerie, Cordonnerie, Fourrure

### Papier
- Papier, Imprimerie, Techniques papetières et graphiques, Enluminure, Graphisme, Arts graphiques, Design numérique

### Bois
- Travail du bois, Boiserie, Menuiserie, Ébénisterie, Marqueterie, Gravure sur bois, Sculpture sur bois, Ameublement, Lutherie
- Pshikelekedana[1]
- Art makonde[2],[3],[4].
- Lipico (masque-heaume)

### Métal
- Métal, Sept métaux, Ferronnerie, Armurerie, Fonderie, Dinanderie, Dorure, Chalcographie

### Poterie, céramique, faïence
- Mosaïque, Poterie, Céramique, Terre cuite
- Céramique d'Afrique subsaharienne

### Verrerie d'art
- Art verrier, Verre, Vitrail, Miroiterie

### Joaillerie, bijouterie, orfèvrerie
- Lapidaire, Bijouterie, Horlogerie, Joaillerie, Orfèvrerie

### Espace
- Architecture intérieure, Décoration, Éclairage, Scénographie, Marbrerie, Mosaïque
- Jardin, Paysagisme

## Médias
- Média du Mozambique (en)
- Télécommunications au Mozambique (en) dont radio, télévision, téléphone, internet[5]
- Liste de journaux au Mozambique (en)
- Journalistes mozambicains

En 2016, le classement mondial sur la liberté de la presse établi chaque année par Reporters sans frontières situe le Mozambique au 131e rang sur 180 pays. La presse manque de ressources et de formation. Sous l'effet des campagnes d'intimidation, elle pratique l'autocensure.

## Littérature
- Bibliothèque nationale du Mozambique
- Littérature mozambicaine (pt)
- Littérature lusophone, Lusophonie, Communauté des pays de langue portugaise
- Charrua, revue littéraire (depuis 1984)
- Xiphefo (pt), revue littéraire (depuis 1987)

### Écrivains du Mozambique
- Association des écrivains mozambicains[8]
- Liste d'écrivains mozambicains
- Liste alphabétique (par prénom)
- Liste d'écrivains (par ordre alphabétique, par nom) :

- Yohanna Abdallah (vers 1870-1924)
- Sebastião Alba (1940-)
- João dos Santos Albasini (1876–1922)
- Orlando de Albuquerque (1925-)
- João Fonseca Amaral (1928–1992)
- Armando Artur (1962-)
- Heliodoro Baptista (1944-2009)
- Juvenal Bucuane (1951-)
- Carlos Cardoso (1951–2000)
- Suleiman Cassamo (1962-)
- Pedro Chissano (1956-)
- Paulina Chiziane (1955-)
- João Paulo Borges Coelho (1955-)
- Sara Pinto Coelho (1913-1990)
- Augusto de Conrado (1904-?)
- Mia Couto (1952-)
- José Craveirinha (1922-2003)
- João Dias (1926–1949)
- Fernando Ganhão (1937-2008)
- Delmar Maia Gonçalves (1969-)
- Luís Bernardo Honwana (1942-)
- Hirondina Joshua (1987-)
- Gulamo Khan (1952-1986)
- Rui Knopfli (1932-1997)
- Ungulani Ba Ka Khosa (1957-)
- Fátima Langa (1953–2017)
- Eugénio Lisboa (1930-)
- Albino Magaia (1947-2010)
- Lina Magaia (1940–2011)
- Guilherme de Melo (1931-2013)
- Orlando Mendes (1935-)
- Lília Momplé (1935-)
- Aldino Muianga (1950-)
- Hélder Muteia (1960-)
- Malangatana Ngwenya (1936–2011)
- Rui Nogar (1935–1993)
- António Rui de Noronha (1909–1943)
- José Pedro da Silva Campos Oliveira (1847–1911)
- Marcelo Panguana (1951-)
- Luís Carlos Patraquim (1953-)
- Jorge Rebelo (1940-)
- Glória de Sant'Anna (1925–2009)
- Marcelino dos Santos (1929-)
- Nelson Saúte (1967-)
- Calane da Silva (1945-)
- Noémia de Sousa (1926–2002)
- Teodomiro Leite de Vasconcelos (1944-1997)
- Jorge Viegas (1947-)
- Eduardo White (1963-2014)

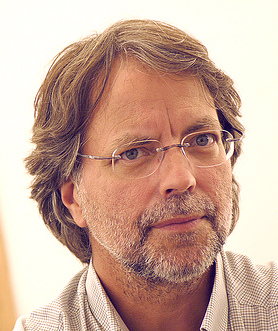
Mia Couto
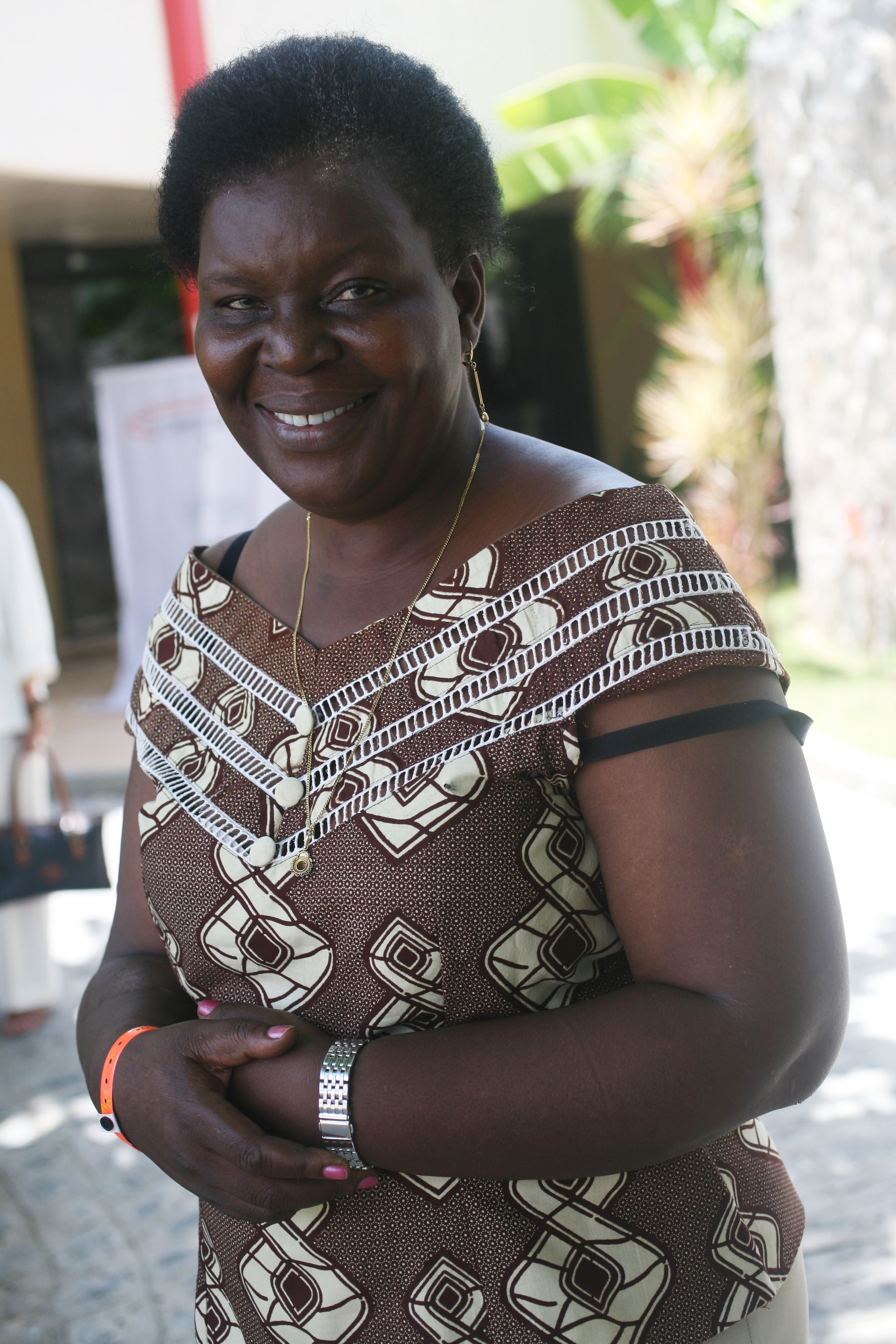
Paulina Chiziane
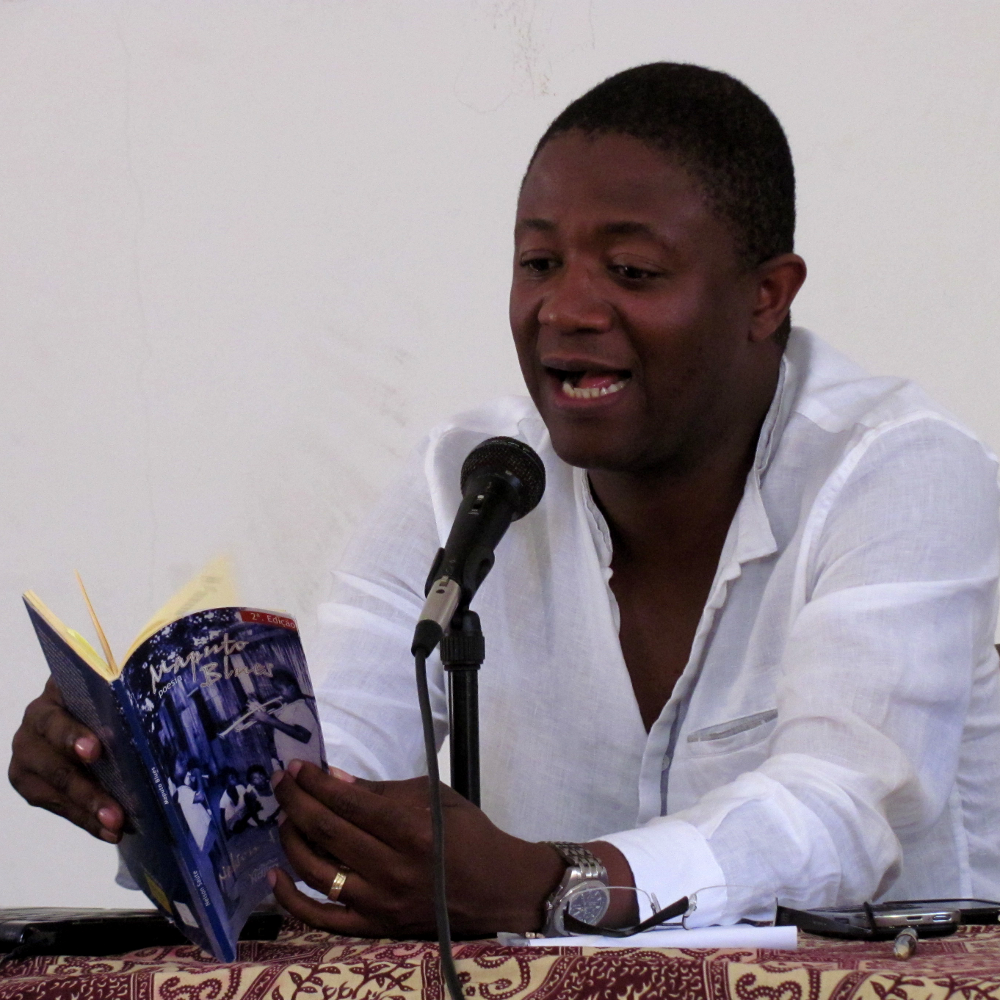
Nelson Saúte
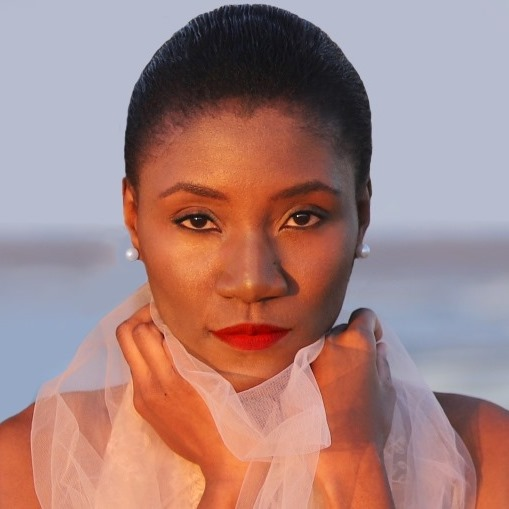
Hirondina Joshua

## Arts visuels

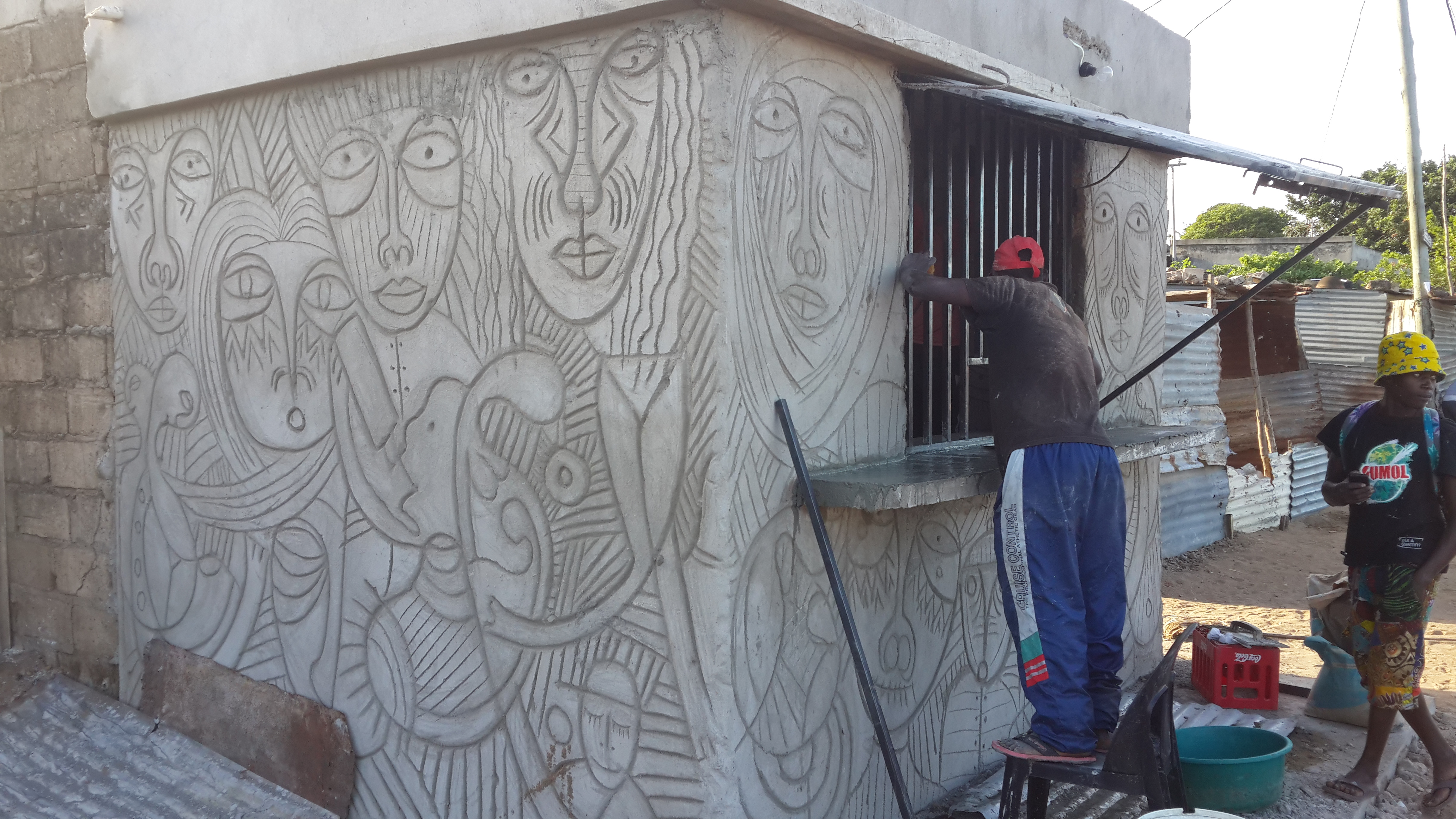
Murs décorés à Maputo.

- Arts visuels, Arts plastiques, Art brut, Art urbain
- Liste de sites d'art rupestre en Afrique, Art rupestre
- Art africain traditionnel, Art contemporain africain

### Peinture
- Peinture, Peinture par pays
- Artistes mozambicains
- Malangatana Valente Ngwenya (1936-2011)[9]
- Kheto Lualuali[10],[11]
- Muvart[12], exposition biennale, depuis 2002,
- Muvart (2005), film documentaire sur le Mouvement d'Art Contemporain du Mozambique, avec Carmen Maria Muianga, Jorge Dias, Gemuce.
- Berry Bickle, artiste plasticienne

### Sculpture
Quelques images de sculptures contemporaines.

### Photographie
- Luis Basto, photographe
- Ricardo Rangel, photojournaliste
- Naíta Ussene, photojournaliste.

## Arts du spectacle
- Spectacle vivant, Performance, Art sonore

### Musique(s)

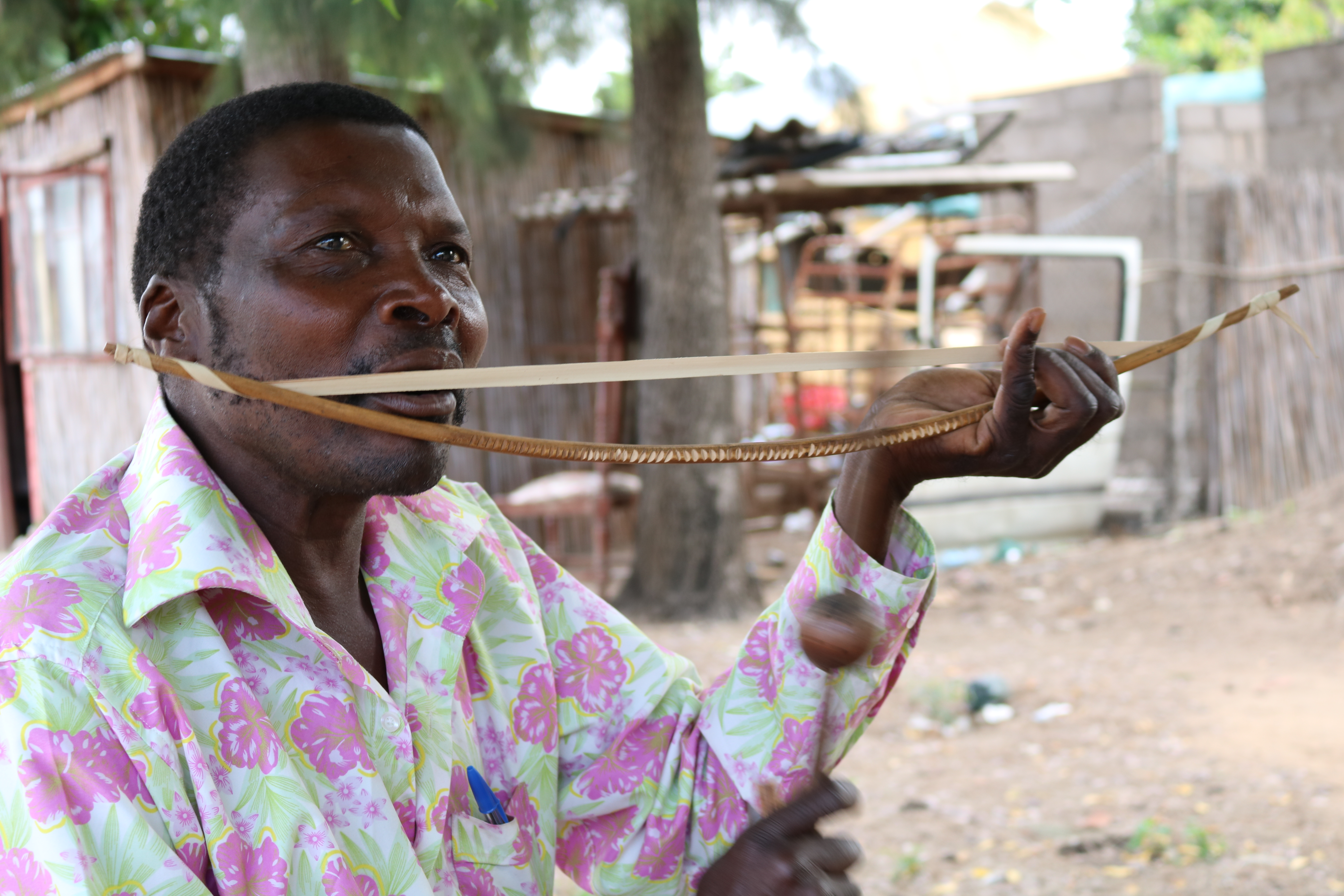
Arc musical.

- Catégorie:Musique par pays, improvisation musicale
- Musique du Mozambique (en)
- Instruments traditionnels[14]
  - dont le timbila des Chopi, xylophone, inscrit sur la Liste du patrimoine culturel immatériel de l'humanité en Afrique en 2008[15],[16]
  - et le valimba (de), autre xylophone,
- André Cabaço[17], musicien
- Kapa Dech[18], groupe musical
- Amélia Muge (pt) (1952-), auteure-compositrice-interprète

### Danse(s)
- Musiques, danses et chants traditionnels
- Musiques et danses contemporaines
- Alma Txina[19], danse
- Marrabenta[20], danse

Le kwaito est la principale danse au Mozambique.

### Théâtre
- Improvisation théâtrale, Jeu narratif
- Théâtre Gil Vicente (de)

### Autres: marionnettes, mime, pantomime, prestidigitation
- Arts de la rue, Arts forains, Cirque,Théâtre de rue, Spectacle de rue,
- Marionnette, Arts pluridisciplinaires, Performance (art)…
- Arts de la marionnette au Mozambique sur le site de l'Union internationale de la marionnette

### Cinéma
- Rubriques concernant le cinéma mozambicain
- Films mozambicains
- Films documentaires mozambicains
- Dockanema, festival de films documentaires au Mozambique
- Films se déroulant au Mozambique
- Mozambique : au pays des timbilas chopes, film documentaire
- Kuxa Kanema: o nascimento do cinema, film documentaire sur l'histoire du cinéma au Mozambique

### Autres
- Vidéo, Jeu vidéo, Art numérique, Art interactif
- ONG RAPEC - Réseau africain des promoteurs et entrepreneurs culturels
- Société africaine de culture, association (SAC, 1956), devenue Communauté africaine de culture (CAC)
- Congrès des écrivains et artistes noirs (1956)
- Festival mondial des arts nègres (1966, 2010)
- Confréries de chasseurs en Afrique

## Tourisme
- Tourisme au Mozambique

## Patrimoine
- Patrimoine du Mozambique (en)

Le programme Mémoire du monde (UNESCO, 1992) n'a rien inscrit pour ce pays dans son registre international Mémoire du monde (au 15/01/2016).

### Musées et autres institutions
- Liste de musées au Mozambique
- Eduardo Mondlane University Museum of Natural History
- Museu da Revolução
- Museu de História Natural (Mozambique)
- Museu Nacional da Moeda (Mozambique)
- Museu Nacional de Arte (Mozambique)
- Museu Nacional de Etnologia (Mozambique)
- Museu Nacional de Geologia (Mozambique)
- Museu Regional de Inhambane
- Museus da Ilha de Moçambique

### Liste du Patrimoine mondial
Le programme Patrimoine mondial (UNESCO, 1971) a inscrit dans sa liste du Patrimoine mondial (au 12/01/2016) : Liste du patrimoine mondial au Mozambique.

### Liste représentative du patrimoine culturel immatériel de l’humanité
Le programme Patrimoine culturel immatériel (UNESCO, 2003) a inscrit dans sa liste représentative du patrimoine culturel immatériel de l'humanité (au 15/01/2016) :
- 2008 : Le culte secret Gule Wamkulu (Chewas)[21].
- 2008 : Le Chopi Timbila, musique orchestrale de xylophones[22].

### Discographie
- (de + en) Timbila ta Venancio Mbande, Mozambique : xylophone music from the Chopi people, Wergo Schallplatten, Mayence (Allemagne), 1994
- (en) Music from Mozambique, Smithsonian Folkways recordings, Washington D. C., 3 vol., 1980-1982-1983
- (en) The rough guide to Marrabenta Mozambique : urban dance rhythms from Maputo (enreg. Roland Hohberg et Phil Stanton, World music network, Londres, 2001
- (en) Forgotten guitars from Mozambique : Portuguese East Africa : 1955 '56 '57 (collec. Hugh Tracey), International Library of African Music, Grahamstown, 2003
- (en) Southern Mozambique, Portuguese East Africa : 1943 '49 '54 '54 '55 '57 '63 (collec. Hugh Tracey), International Library of African Music, Grahamstown, 2003
- (pt) Arcos, cordas, flautas : Moçambique, Vidisco, Maputo, 1993
- (pt) Instrumentos tradicionais do norte de Moçambique, ARPAC, Maputo, 2003

### Filmographie
- Licinio de Azevedo, chroniques du Mozambique, film de Margarida Cardoso, Doc net Films, ADAV, Paris, 2014, 1 h 28 min (DVD)